# Marit Furn
Marit Frida Furn, född 27 december 1977 i Stockholm, är en svensk författare, kritiker, journalist och bildkonstnär utbildad på JMK och Stockholms Universitet i Stockholm 2002. Marit Furn är verksam som litteraturkritiker i Svenska Dagbladet och är också verksam som bildkonstnär och illustratör.Hon tilldelades år 2017 De Nios julpris.